# Charlie and His Orchestra
Charlie and His Orchestra (auch Mr. Goebbels Jazz Band, Templin band oder Bruno and His Swinging Tigers) war eine für Propaganda-Zwecke zusammengestellte Bigband der NS-Zeit, benannt nach ihrem Sänger Karl „Charlie“ Schwedler. Die Band sang auf Englisch. Einige Titel wurden auf Portugiesisch aufgenommen. Im Deutschen Rundfunk wurden die Titel nicht gespielt.

## Geschichte
Initiiert von Wolf Mittler sendete der irisch-britische NS-Kollaborateur William Joyce ab Mitte September 1939 prodeutsche Kommentare über den deutschen Kurzwellensender am Berliner Kaiserdamm. Ihm traten Norman Baillie-Stewart zu Seite, der, nachdem er fünf Jahre wegen Landesverrats im Londoner Tower abgesessen hatte, 1937 England verlassen hatte und im August 1939 nach Berlin gezogen war, und die als Schauspielerin gescheiterte amerikanische Englischlehrerin Mildred Gillars alias Axis Sally.
Zur musikalischen Untermalung der Propaganda-Sendung Germany Calling von William Joyce („Lord Haw-Haw“) wurde der Saxophonist Lutz Templin aus Düsseldorf beauftragt, eine Big Band zusammenzustellen. Den Gesang übernahm Karl Schwedler (Charlie), der seit 1939 als Wissenschaftlicher Hilfsarbeiter beim Auswärtigen Amt im "Referat Rundfunkangelegenheiten" für 'Feindpropaganda' zuständig war und während seines USA-Aufenthaltes eine private Ausbildung zum Bariton absolviert hatte. Zu Tarnzwecken sang er häufig die erste Strophe der meist amerikanischen Swing-Standards im Original, um in der zweiten Strophe zur politischen Propaganda mit antibritischem, antisowjetischem und antijüdischem Inhalt überzugehen. Dabei wurden zum Beispiel Winston Churchill in „The Man with the Big Cigar“ oder Franklin D. Roosevelt in „FDR Jones“ auch direkt angriffen. Allerdings gibt es auch viele Musikbeispiele, wo der Propagandatext bereits von der ersten Zeile an erklingt, so bei der Bearbeitung von Bei mir bist du schön. Als Beispiel dazu der seit 1915 populäre St. Louis Blues.
| Originaltext I hate to see that evening sun go down Oh, I hate to see that evening sun go down Cause my baby, he’s gone left this town. Feelin’ tomorrow like I feel today If I’m feelin’ tomorrow like I feel today I’ll pack my truck and make my getaway. Oh, that St. Louis woman with her diamond rings Pulls that man around by her apron strings And if it wasn’t for powder and her store-bought hair That man I love would have gone nowhere, nowhere I got the St. Louis blues, blues as I can be That mans’… | Propaganda-Version als Blackout Blues I hate to see the evening sun go down hate to see the evening sun go down ’cause the German he done bomb this town. Feelin’ tomorrow like I feel today feelin’ tomorrow like I feel today. I pack my train and make my getaway. That Churchill badman, with his wars and things Pulls pork round by his apron strings. One for Churchill and his bloody war I wouldn’t feel as so doggone sore! Got the Blackout Blues, as blue as I can be Dat man got a heart like a rock cast in the sea He won’t let folks live as they want to be. Doggone it! |

Es wird geschätzt, dass rund 200 Titel von Charlie and His Orchestra eingespielt wurden, von denen bis 2012 etwa die Hälfte bekannt war. Rainer E. Lotz geht davon aus, dass die Texte zunächst auf Deutsch im Propagandaministerium entstanden, dann vom Dolmetscherdienst des Auswärtigen Amts übersetzt wurden und schließlich von den übergelaufenen Muttersprachlern wie Lord Haw-Haw songfähig gemacht wurden. Zeitgeschichtliche Hintergrundinformationen dazu im SWR-Feature von 2012. Zunächst gehörten deutsche Musiker zum Kern der Band. Viele Musiker nahmen das Angebot an, weil es sie vor dem Wehrdienst bewahrte, zudem einen festen Verdienst sicherte und es ihnen ermöglichte Jazz zu spielen, ihre Lieblingsmusik, die seit dem 12. Oktober 1935 durch Reichssendeleiter Eugen Hadamovsky verboten war. „Mit dem heutigen Tag spreche ich ein endgültiges Verbot des Nigger-Jazz für den gesamten deutschen Rundfunk aus.“. Lediglich zur Olympiade 1936 wurde die verfemte Unterhaltungsmusik geduldet. Als ab 1940 Musiker teilweise zur Wehrmacht eingezogen, teilweise zum Deutschen Tanz- und Unterhaltungsorchester abgeordnet wurden nahm man bei 'Charlie and His Orchestra' Musiker aus Belgien, den Niederlanden und Italien unter Vertrag. Auch Lale Andersen, die zu dieser Zeit eigentlich Auftrittsverbot hatte, sang einmal in der Woche in englischer Sprache. Zu ihren Liedern gehören Lili Marleen, Blue Moon, Roll on the blue funnel, Sing, nightingale, sing, Home may be a word, Under an umbrella in the evening und And so another lovely day is over.
1943 zog die Band aus dem von Luftangriffen bedrohten Berlin nach Stuttgart um. Die Sendungen wurden in verschiedene Weltgegenden, nicht nur nach England, über Kurzwelle ausgestrahlt. Zahlreiche Schallplatten mit Titeln der Gruppe wurden später auf der ganzen Welt entdeckt, da diese zu Kriegszeiten an die diplomatischen Vertretungen und an Radiostationen in den von den Nazis besetzten Gebieten verschickt wurden und vermutlich auch in Gefangenenlagern und ähnlichen Einrichtungen gespielt wurden.

## Mitglieder der Band
Zu den Mitgliedern der Band gehörten:
- Kurt Abraham, Saxophon
- Primo Angeli, Klavier
- Mario Balbo, Saxophon
- Willy Berking, Posaune
- Freddie Brocksieper, Schlagzeug
- Cesare Cavaion, Kontrabass
- Benny de Weille, Klarinette
- Max Gursch, Bandoneon, Gitarre, Klavier
- Eugen Henkel, Saxophon
- Giuseppe Impallomeni, Trompete
- Nino Impallomeni, Trompete
- Alfredo Marzaroli, Trompete
- Franz Mück, Klavier
- Karl Schwedler („Charlie“), Gesang
- Charly Tabor, Trompete
- Lutz Templin, Saxophon
- Meg Tevelian, Gitarre
- Tip Tichelaar, Posaune
- Otto Tittmann, Kontrabass
- Rinus van den Broek, Trompete
- Barend „Bob“ van Venetie, Saxophon

Als Gastmusiker wirkten mit:
- Lale Andersen, Gesang
- Margot Friedländer, Gesang
- Teddy Kleindin, Klarinette
- Evelyn Leschetitzky, Gesang
- Walter Leschetitzky, Geige
- Albert Vossen, Akkordeon
- Helmut Zacharias, Geige

Zu den Arrangeuren gehörten der Tschechoslowake Kamil Běhounek und Friedrich Meyer.

## Sonstiges
Die Geschichte und Stücke der Band haben Oliver Hochkeppel und Peter Wortmann 2017 szenisch inszeniert und mit dem Wine and Roses Jazz Society & Swing Orchestra unter Heinz Dauhrer zur Aufführung gebracht.
2006 wurde eine knapp einstündige Hörfunksendung über das Orchester produziert, die mehrfach ausgestrahlt wurde.